# تيرينس أوستين
تيرينس أوستين (بالإنجليزية: Terrence Austin)‏ هو لاعب كرة قدم أمريكية أمريكي، ولد في 25 سبتمبر 1988 في لونغ بيتش في الولايات المتحدة.

## وصلات خارجية
- تيرينس أوستين على موقع مرجع كرة القدم المحترفة.كوم (الإنجليزية)